# مدیریت دانش شخصی
مدیریت دانش شخصی (PKM) مجموعه‌ای از فرایندها است که یک فرد برای جمع‌آوری، طبقه‌بندی، ذخیره، جستجو، بازیابی و اشتراک دانش در فعالیت‌های روزانه استفاده می‌کند (Grundspenkis 2007) و مسیری را که در این پروسه پشتیبانی از فعالیت‌های کار طی می‌شود (رایت ۲۰۰۵).
پاسخی است به این ایده که کارکنان دانشی به طور فزاینده نیازمند به مسئولیت پذیری برای رشد و یادگیری هستند (Smedley 2009). این رویکرد از پایین به بالا به مدیریت دانش (KM) است، به عنوان مدیریت دانش سنتی تر، از بالا به پایین مخالف است(پولارد ۲۰۰۸).
هسته اصلی مدیریت دانش شخصی و فرد می باشد، و تا زمانی که جایگاه شخص در سازمان های قرن بیست و یکمی و مدیریت دانش روشن نشود نمی توان به چشم اندازی روشن از مدیریت دانش شخصی دست یافت(زوارقی،1386).
دانشگاه هایی چون میلیکن و پورتوریا، کالیفرنیا در لس آنجلس، از آغاز دهه 1990، به جهت افزایش علایق و اهمیت روبه رشد، مدیریت دانش شخصی برای دانشکاران، اقدام به تدریس و تکرار آن در دوره های تحصیلی رشته های خود نمودند و در زمینه مهارت ها و سیستم های مدیریت دانش شخصی پژوهش هایی انجام داده اند. ولی چارچوب مدیریت دانش شخصی از یکسری مباحثات در میان گروهی از استادان دانشگاه میلیکن از رشته ها و پس زمینه های مختلف، که در جستجوی طراحی رویکردی چندرشته ای برای یکپارچه سازی عناصری چون تفکر انتقادی و سواد اطلاعاتی بودند شکل گرفت، نخستین چارچوب مدیریت دانش شخصی نیز توسط دکتر پائول دورسی توسعه یافت و در طول سمینار استادان دانشگاه میلیکن در تابستان 2002 و از طریق گروه کوچکی از استادان که مرتباً در طول سال تحصیلی2001-2002 یکدیگر را ملاقات می کردند، تعریف و مفهوم سازی شد. این گروه که شامل استادانی از علوم انسانی، علوم طبیعی، تجارت و علوم کتابداری بود، بر ماهیت چندرشته ای تحقیق و حل مسئله تمرکز داشتند.